# Emil Marquardt
Emil Marquardt (* 21. August 1879 in Stuttgart; † 26. Juni 1953 in Freiburg) war ein deutscher Oberamtmann und Regierungsdirektor.

## Leben
Emil Marquardt wurde 1879 in Stuttgart als Sohn eines Finanzrates geboren und heiratete am 8. Oktober 1909 Eugenie Friederike Marie Luppold. Aus der Ehe gingen die Söhne Hans Ferdinand Marquardt und Rolf Marquardt hervor.
Am Königlichen Realgymnasium Stuttgart (heute: Dillmann-Gymnasium Stuttgart) legte er 1897 die Reifeprüfung ab. Es folgte ein Studium der Rechtswissenschaften an der Universität Tübingen von 1897 bis 1901 bis zur 2. Höheren Justizdienstprüfung 1904. In Tübingen wurde er, wie bereits sein Vater, Mitglied der Studentenverbindung Landsmannschaft Schottland. Ab dem Juli 1904 trat er dann in die württembergische Innenverwaltung ein und wurde nach einer Zeit als Regierungsassessor am 1. Oktober 1910 zum Amtmann beim Oberamt Tübingen ernannt.
Schon vor dem Ersten Weltkrieg wurde er am 18. November 1907 Leutnant der Reserve des Infanterie-Regiment „König Wilhelm I.“ (6. Württembergisches) Nr. 124 in Weingarten. Von August 1914 bis Juli 1918 diente er während des Ersten Weltkriegs als Frontoffizier bei diesem Regiment. Während dieser Militärzeit folgten weitere Ernennungen zum Oberleutnant der Reserve am 2. März 1915 und zum Hauptmann der Reserve am 25. Februar 1918. Ab Ende des Krieges war Marquardt Mitglied der Offiziersvereinigung des ehemaligen Infanterie-Regiment „König Wilhelm I.“ (6. Württembergisches) Nr. 124, diese schloss sich dem Kyffhäuserverband nie an.
Nach dem Ersten Weltkrieg stieg er im Herbst 1918 wieder in den Staatsdienst, diesmal in Neckarsulm, ein. Es folgten weitere Versetzungen, u. a. in das Innenministerium, wo er Mitte 1920 Regierungsrat wurde.
Vom 22. Januar 1922 bis 1930 war er als Oberamtmann Amtsvorsteher des Oberamts Öhringen. Er wurde am 4. April 1930 zum Oberregierungsrat beim württembergischen Landesgewerbeamt in Stuttgart ernannt.
Marquardt trat nie in die Nationalsozialistische Deutsche Arbeiterpartei ein und stand ihren Bestrebungen ablehnend gegenüber. So lehnte er während der gesamten NS-Zeit das Verlangen der Hitlerjugend ab, für ihre Heimatabende einen Raum im Untergeschoss des Landesgewerbeamtes zu bekommen. Der den Raum verlangende junge Fähnleinführer betrieb daraufhin eine Beschwerde beim Wirtschaftsministerium, dass Marquardt ihm den Hitlergruß verweigert hätte. Wiederholt war Marquardt während seiner Dienstzeit unter der Naziherrschaft starken Anfeindungen ausgesetzt und wurde weder zu einer Beförderung noch für eine leitende Stellung vorgeschlagen.
Erst nach Ende des Zweiten Weltkrieges und nach seiner Entnazifizierung folgte die Ernennung zum Regierungsdirektor beim Landesgewerbeamt am 18. Februar 1948.
Marquardt gelang am Ende des Zweiten Weltkrieges die Erhaltung wertvoller Bestände des Landesgewerbeamtes, insbesondere der vollständigen Patentschriftensammlungen des Landesgewerbeamtes. Für seine Dienste wurde er Ende März 1953 mit dem Verdienstkreuz des Verdienstordens der Bundesrepublik Deutschland ausgezeichnet.

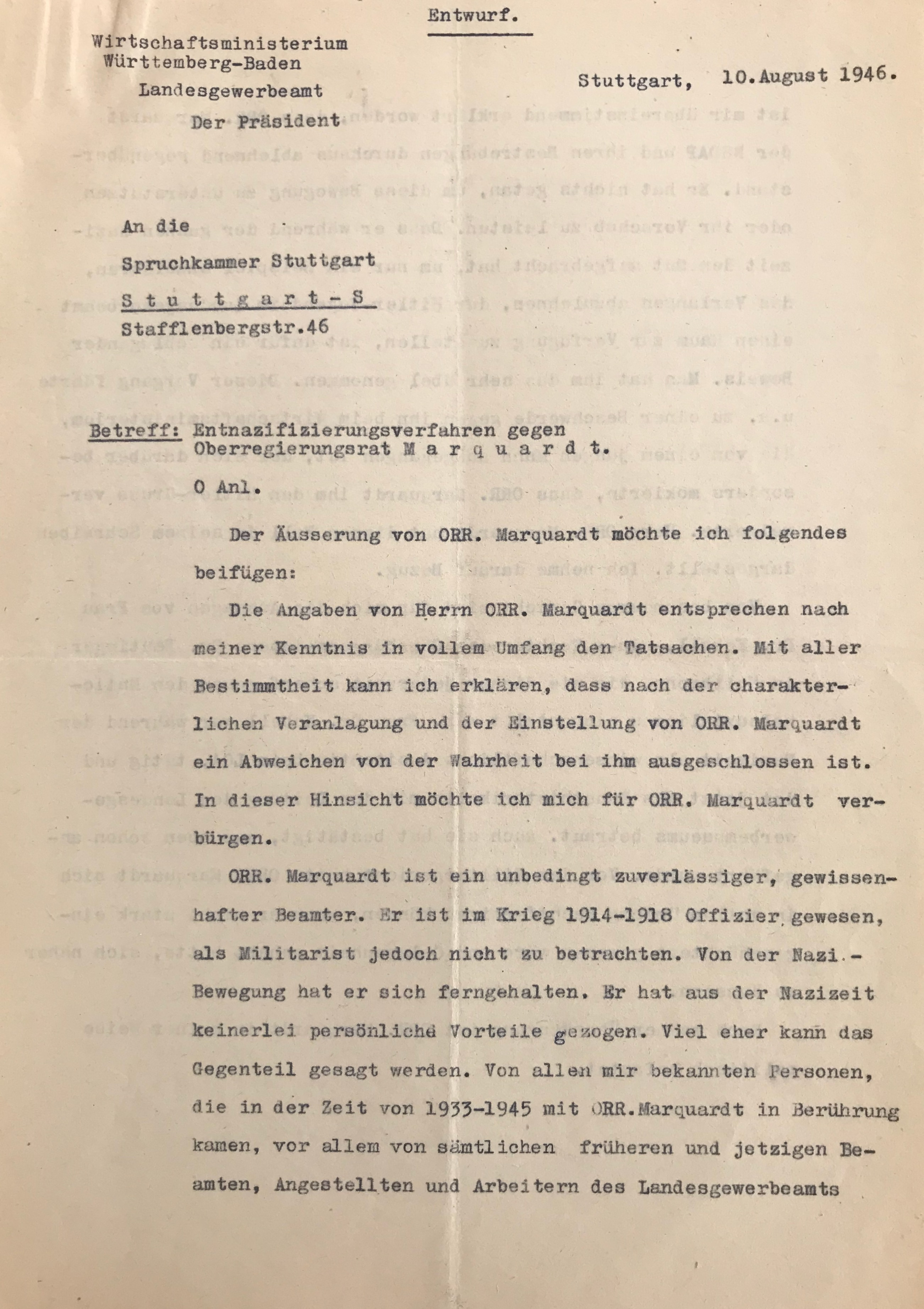
Schreiben des Präsidenten des Landesgewerbeamtes 1946 (Seite 1)
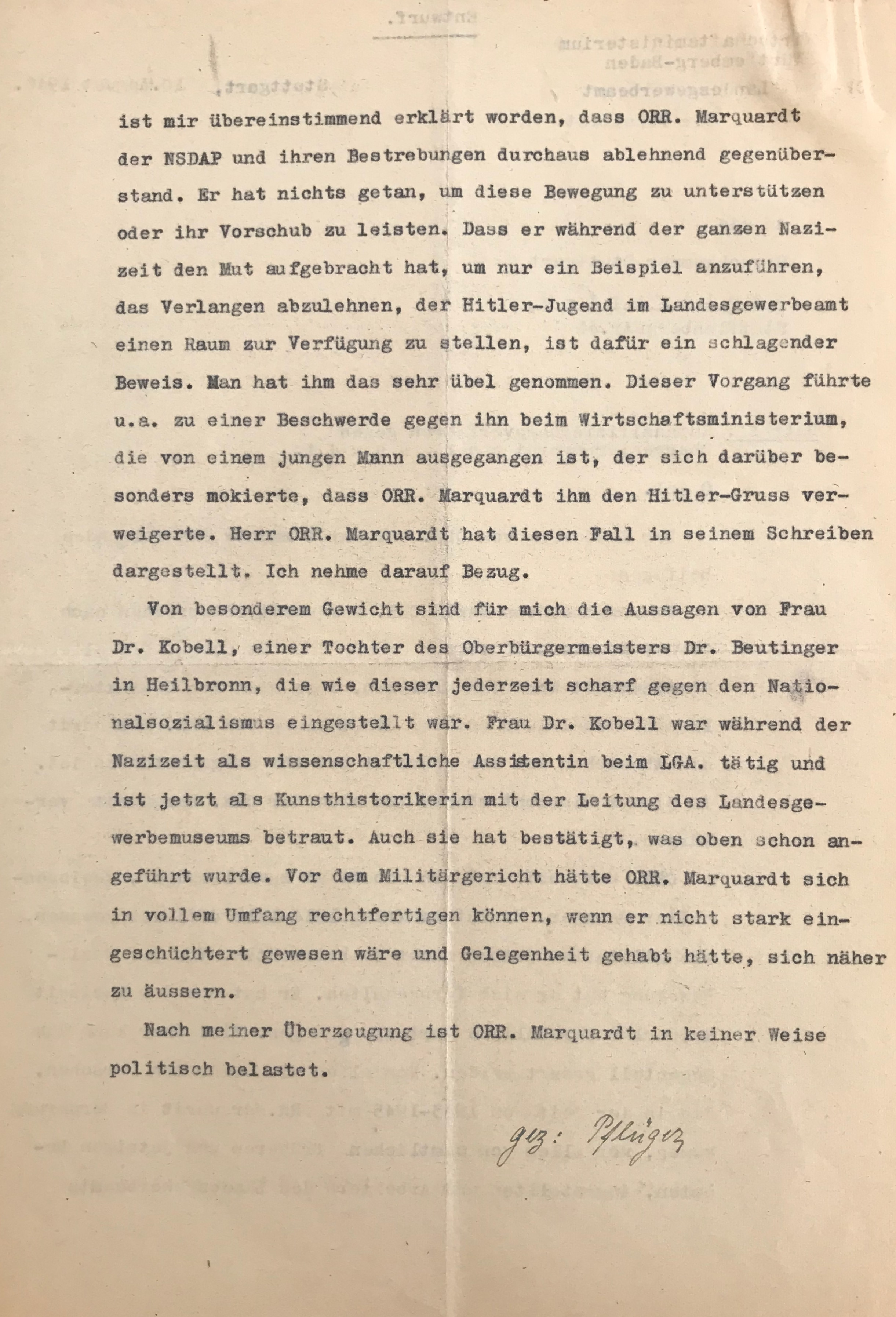
Schreiben des Präsidenten des Landesgewerbeamtes 1946 (Seite 2)
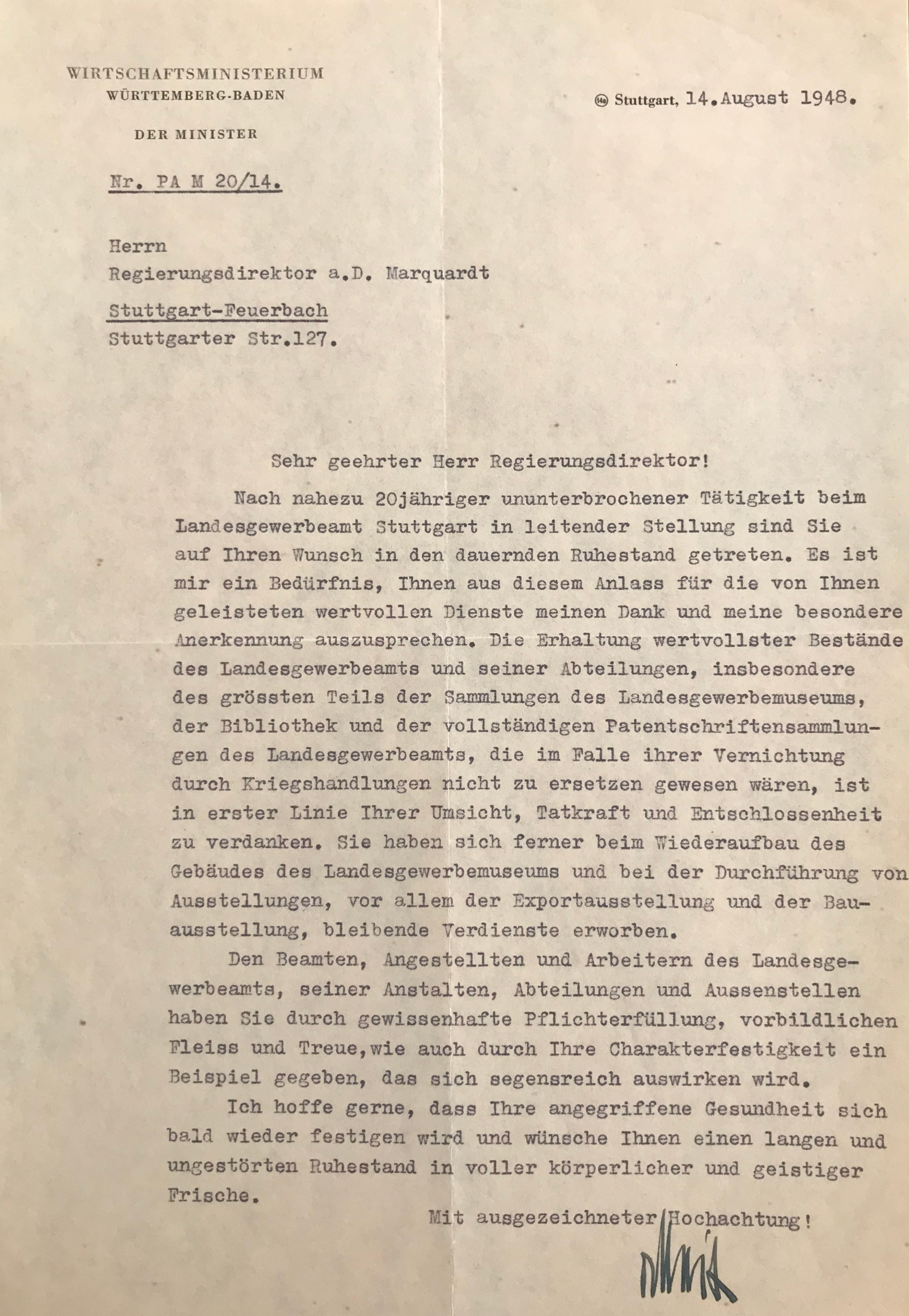
Dankschreiben des Wirtschaftsministers von Württemberg-Baden 1948
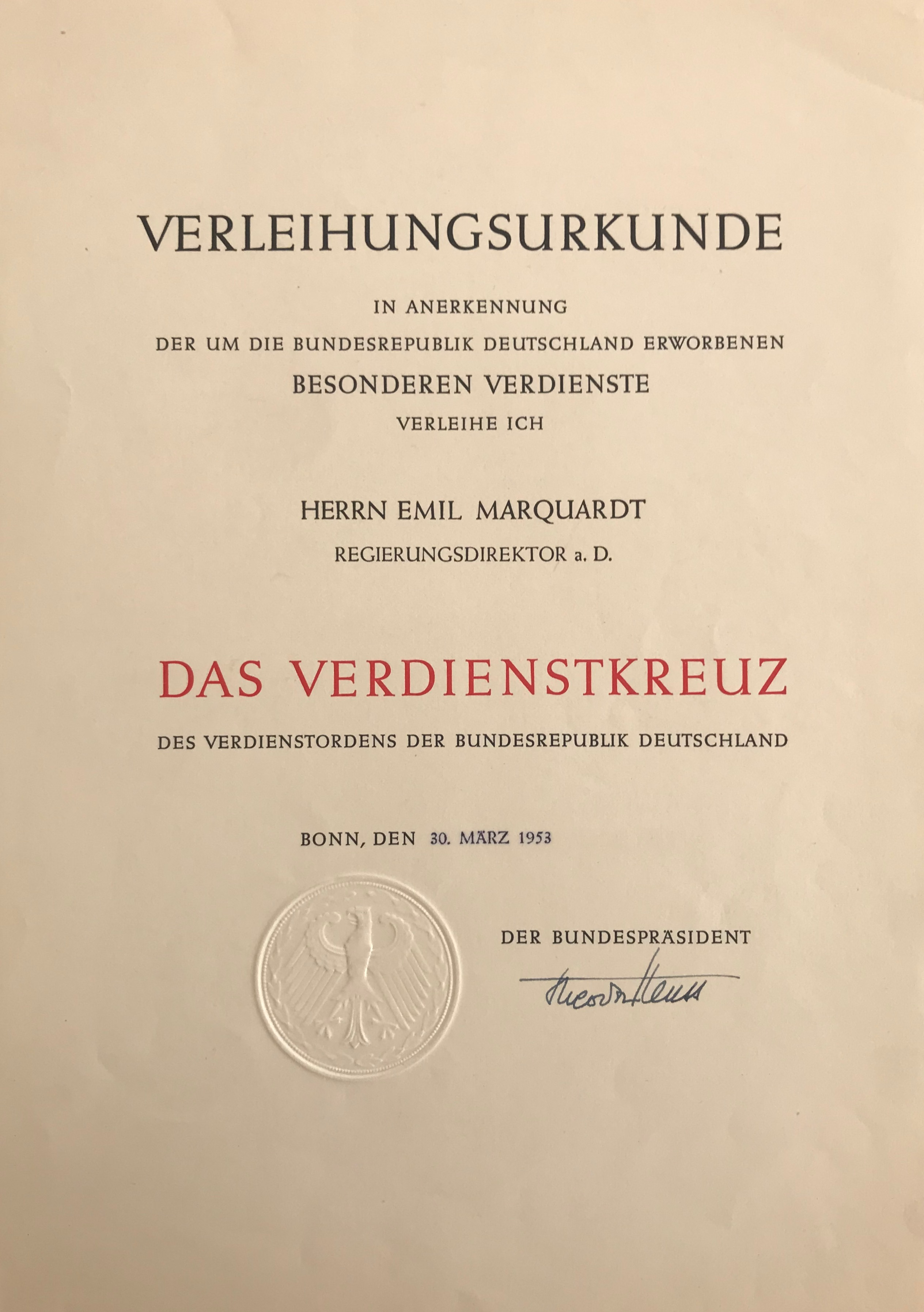
Verleihungsurkunde Verdienstkreuz 1953

Am 26. November 1948 erfolgte die Versetzung in den Ruhestand auf eigenen Wunsch.